# Quintanilho
Quintanilho é uma pequena povoação da freguesia de Vialonga, no concelho de Vila Franca de Xira.